# Daniel Weinman
Daniel Weinman (* 3. Februar 1988 in Stamford, Connecticut) ist ein professioneller US-amerikanischer Pokerspieler.
Weinman hat sich mit Poker bei Live-Turnieren mehr als 16 Millionen US-Dollar erspielt. Er gewann 2023 die Poker-Weltmeisterschaft und ist insgesamt zweifacher Braceletgewinner der World Series of Poker. Darüber hinaus sicherte sich der Amerikaner 2017 zwei Titel beim Main Event der World Poker Tour.

## Persönliches
Weinman machte am Georgia Institute of Technology 2009 einen Abschluss in Maschinenbau. Er ist passionierter Golfer mit einem Handicap von 0. Der Amerikaner lebt in Atlanta.

## Pokerkarriere

### Werdegang
Weinman spielte auf der Onlinepoker-Plattform PokerStars unter dem Nickname notontilt09.
Seine erste Geldplatzierung bei einem Live-Pokerturnier erzielte Weinman Anfang Juli 2010 bei der World Series of Poker (WSOP) im Rio All-Suite Hotel and Casino in Paradise am Las Vegas Strip. Dort kam er bei einem Turnier der Variante No Limit Hold’em in die Geldränge. Im Wynn Las Vegas gewann der Amerikaner Mitte März 2011 sein erstes Live-Turnier und erhielt den Hauptpreis von knapp 30.000 US-Dollar. Bei der WSOP 2012 erzielte er drei Geldplatzierungen und saß erstmals an einem WSOP-Finaltisch, den er als Achter der Pot-Limit Omaha Championship und einer Auszahlung von über 50.000 US-Dollar beendete. Im April 2013 belegte Weinman beim Main Event des WSOP-Circuits in Cherokee, North Carolina, den mit mehr als 150.000 US-Dollar dotierten zweiten Platz. Am gleichen Ort entschied er Anfang Dezember 2015 dasselbe Turnier für sich und erhielt den Hauptpreis von rund 280.000 US-Dollar. Anfang Februar 2017 gewann der Amerikaner das Main Event der World Poker Tour (WPT) in Atlantic City und sicherte sich eine Auszahlung von knapp 900.000 US-Dollar. Durch diesen Erfolg qualifizierte er sich für das WPT Tournament Of Champions, das am Ende jeder WPT-Saison gespielt wird und nur für Titelträger zugänglich ist. Beim Turnier im Seminole Hard Rock Hotel & Casino in Hollywood, Florida, setzte sich Weinman im April 2017 gegen 65 andere Spieler durch und gewann seinen zweiten WPT-Titel sowie ein Preisgeld von 381.500 US-Dollar. Bei der WSOP 2017 erreichte er einen Finaltisch und erhielt als Dritter rund 170.000 US-Dollar. Auch bei der WSOP 2018 schloss der Amerikaner ein Event auf dem dritten Rang ab und erhielt für den Erfolg in der gemischten Variante Big Bet Mix knapp 50.000 US-Dollar. Bei der WSOP 2022, die erstmals im Bally’s Las Vegas und Paris Las Vegas ausgespielt wurde, entschied er ein Turnier in Pot Limit Omaha für sich und sicherte sich über 250.000 US-Dollar sowie ein Bracelet. Insgesamt erzielte Weinman bei der Turnierserie 18 Geldplatzierungen und erreichte zwei weitere Finaltische, wodurch er den zweiten Platz beim Ranking des WSOP Player of the Year belegte. Bei der WSOP 2023 erreichte er im Main Event mit den drittmeisten Chips den Finaltisch, der ab dem 16. Juli 2023 gespielt wurde. Dort erreichte er gemeinsam mit seinen Landsmännern Steven Jones und Adam Walton den zweiten Finaltag, an dem er zunächst Walton aus dem Turnier nahm und anschließend in der 24. Hand des Heads-Ups mit Jones das Turnier für sich entschied. Weinman erhielt sein zweites Bracelet sowie das bislang höchste bei einem WSOP-Main-Event ausgeschüttete Preisgeld von 12,1 Millionen US-Dollar.

### Preisgeldübersicht
| Jahr   | Preisgeld (in $) | Turniersiege |
| ------ | ---------------- | ------------ |
| 2010   | 65.463           | 0            |
| 2011   | 156.025          | 2            |
| 2012   | 118.480          | 0            |
| 2013   | 375.790          | 1            |
| 2014   | 146.478          | 1            |
| 2015   | 324.375          | 1            |
| 2016   | 120.666          | 0            |
| 2017   | 1.506.703        | 2            |
| 2018   | 98.726           | 1            |
| 2019   | 57.144           | 0            |
| 2020   | 6.658            | 0            |
| 2021   | 81.738           | 0            |
| 2022   | 682.617          | 1            |
| 2023   | 12.351.071       | 1            |
| 2024   | 0                | 0            |
| gesamt | 16.091.934       | 10           |

### Braceletübersicht
Weinman kam bei der WSOP 71-mal ins Geld und gewann zwei Bracelets:
| Jahr | Buy-in (in $) | Turnier                                        | Teilnehmer | Preisgeld (in $) |
| ---- | ------------- | ---------------------------------------------- | ---------- | ---------------- |
| 2022 | 01.000        | Pot-Limit Omaha 8-Handed                       | 01.891     | 00.255.359       |
| 2023 | 10.000        | Main Event No-Limit Hold’em World Championship | 10.043     | 12.100.000       |